# Sala del tricolore
La Sala del Tricolore (en français : Salle du Tricolore) est la salle du conseil de commune de la ville de Reggio d'Émilie, chef-lieu de la province homonyme, en Émilie-Romagne. Elle se trouve dans le bâtiment du palais communal.
C’est dans cette salle, le 7 janvier 1797, que le drapeau italien naquit, ce qui lui donna son nom. Adjacent à la salle se trouve le Museo del tricolore. La salle fait partie du circuit de l’Associazione dei Castelli del Ducato di Parma, Piacenza e Pontremoli.

## Histoire

### Les origines du salon
Les origines de ce salon remontent en 1768, quand le duc de Modène, François III décida de faire réaliser un centre d'archive d'État qui aurait dû conserver tous les documents du duché émilien. Le choix de l'architecte pour ce projet se porta sur Lodovico Bolognini qui réalisa le bâtiment entre 1772 et 1785.
Durant la construction, Giovanni Benassi, menuisier de la cour, procéda à la fabrication d'un modèle pour la salle. Toujours sous la supervision de Bolognini, l'esquisse de Benassi ne comportait toutefois pas de balcons comme la version actuelle, mais des espaces pour le rangement des divers documents, accessible avec des échelles en bois.
Peu après la fin du chantier, l'objet de la salle changea en raison des risques d'incendie que pouvait provoquer un rassemblements de nombreux éléments inflammables au centre du conseil municipal. Une commission fut formée pour décider de l'emploi de la salle, et proposa de la fractionner en plusieurs bureaux, ce qui fut refusé par le duc.

### Les années suivantes
L'invasion française de l'Italie marqua la fin du duché, l'exil du monarque et la création de la République régiane le 26 août 1796. La garde civique de la ville de Reggio fut par conséquent mise en place. Cette formation militaire, aidée d'un petit groupe de grenadiers français, mirent en déroute plus de 150 soldats autrichiens près de la cité de Montechiarugolo le 4 octobre 1796, dans l'actuelle province de Parme. Cette victoire fut si importante — tout aussi bien d'un point de vue politique que symbolique — que Napoléon Bonaparte émis un communiqué pour louer les soldats de la ville de Reggio ayant pris part à la bataille.
C'est durant cette bataille que tomba, ce que certains historiens comme Claudio Villa considèrent comme le premier martyr du Risorgimento, Andrea Rivasi. Ce sont en particulier les historiens qui considèrent le début du Risorgimento dans la campagne napoléonienne qui considèrent Rivasi comme le premier « martyr » du processus d'unification. Pour la bataille de Montechiarugolo, Napoléon définit ainsi la ville de Reggio d'Émilie :
« [...] la città italiana più matura per la libertà [...] »
« [...] la ville italienne la plus mature pour la liberté [...] »
— Napoléon Bonaparte
Ugo Foscolo dédia l'ode « A Bonaparte liberatore » aux soldats reggiens. La page de titre de cette œuvre poétique contient les termes suivants,:
« A voi, che primi veri italiani, liberi cittadini vi siete mostrati, e con esempio magnanimo scuotere ste l'Italia già sonnacchiosa, a voi dedico, che a voi spetta, quest'Oda ch'io su libera cetra osai sciogliere al nostro Liberatore. Giovane, qual mi son io, nato in Grecia, educato fra Dalmati, e balbettante da soli quattr'anni in Italia, né dovea, né poteva cantare ad uomini liberi ed Italiani. Ma l'alto genio di Libertà che m’infiamma, e che mi rende Uomo Libero, e Cittadino di patria non in sorte toccata ma eletta, mi dà i diritti dell'Italiano e mi presta repubblicana energia, ond'io alzato su me medesimo canto Bonaparte Liberatore, e consacro i miei Canti alla città animatrice d'Italia. »
« À vous, les premiers vrais italiens, qui vous êtes comportés en libres citoyens, montrant une exemplarité magnanime qui a secouée l'Italie encore assoupie, à vous je dédie, à qui de droit, cette Ode que j'ai osé composer pour notre libérateur. Jeune que je suis, né en Grèce, éduqué entre la Dalmatie et l'Italie que j'ai rejoint depuis seulement quatre années, où je ne devrait, où je ne pourrait chanter aux hommes libres et Italiens. Mais le grand génie de la Liberté qui m'enflamme, et qui me donne le statut d'Homme Libre, et Citoyen d'une patrie non touchée mais élue, me donne les droits de l'Italien et me donne une énergie républicaine, pour m'élever sur moi-même et je chante « Bonaparte Liberatore », et je consacre mes Chants à la ville qui anime l'Italie. »
| - Sala del Tricolore, photographie depuis un étage. - Fronton du palais communal de Reggio où se trouve la sala del tricolore. |

Vincenzo Monti dédia ses vers de son cantique In morte di Lorenzo Mascheroni:
« [...] Reggio ancor non oblia che dal suo seno / la favilla scoppiò donde primiero / di nostra libertà corse il baleno [...] »
« [...] Reggio n'oublie pas que c'est dans sa cité / que la braise s'embrasa en premier / et qu'apparut la lumière de notre liberté [...] »
— Vincenzo Monti
En août 1796, à Reggio dans l'Émilie, l'un des premiers arbre de la liberté fut planté. Il est décrit ainsi par un chroniqueur contemporain de l'événement:
« [...] una lunga maestosa Pioppa con infisse due Bandiere di tricolore francese e Beretta rossa, e intorno il seguente motto: Tremate, o perfidi, tremate, Tiranni, alla vista della Sacra Immagine della Libertà [...] »
« [...] un long et majestueux peuplier avec deux tricolores français et un Beretta rouge, autour la banderole: « Tremblez, ô perfides, tremblez, Tyrans, à la vue de l'Image Sacrée de la Liberté » [...] »
Cet événement, qui prend naissance d'une révolte contre le gouvernement ducal survenu le 20 août 1796 à Reggio avec à sa tête la patriote Rosa Manganelli, contribua, avec les événements de la bataille de Montechiarugolo (it), à la décision de choisir cette ville pour accueillir le premier siège du congrès cispadan, assemblée qui participa par la suite à la naissance du drapeau italien.
| - Reconstitution de la Guardia civica à Reggio Emillia. - Deux figurants participant à la reconstitution de la bataille de Montechiarugolo. |

### Les congrès de la République Cispadane

#### L'adoption de la constitution

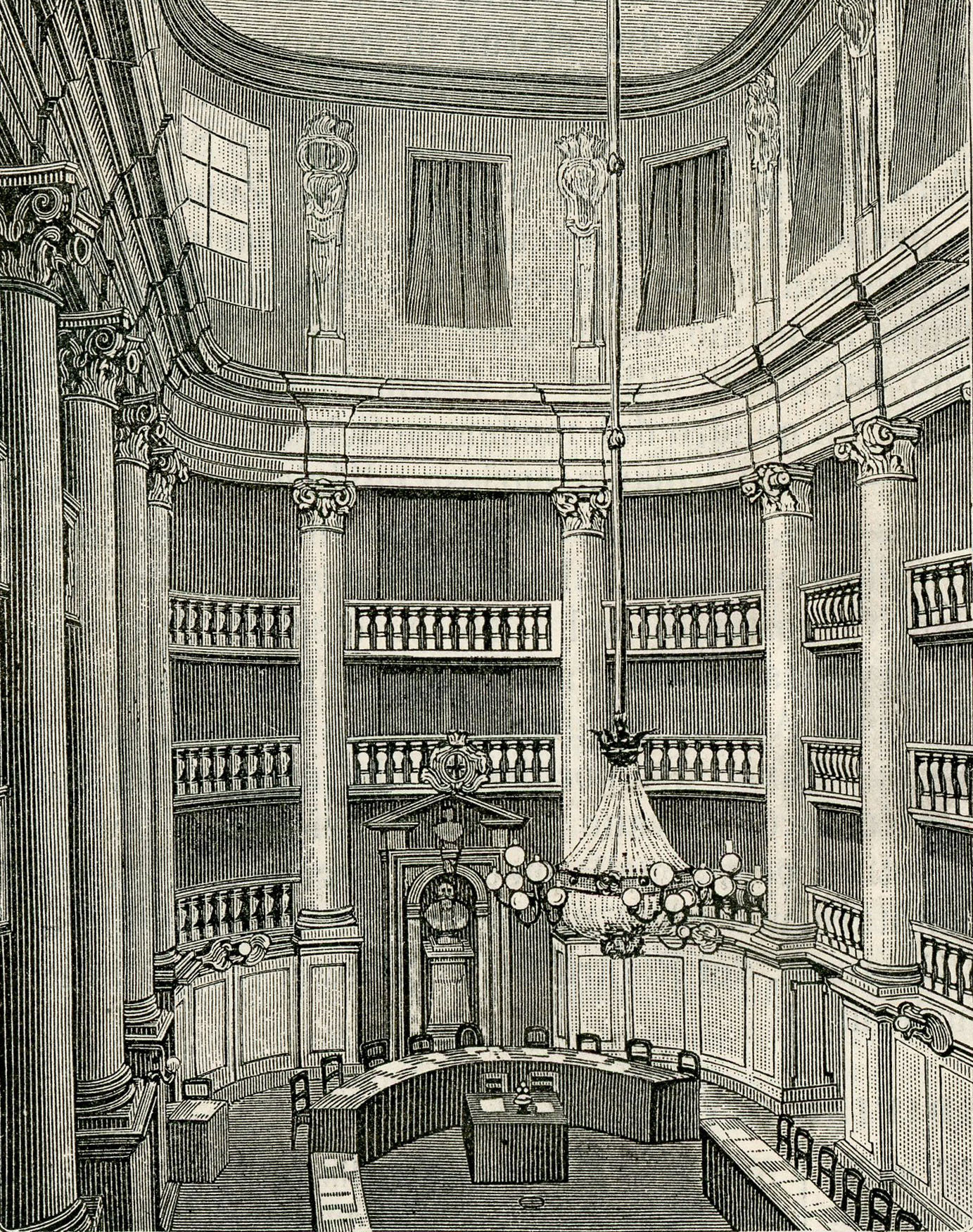
Xylographie représentant la Sala del tricolore en 1901.

Comme reconnaissance symbolique de la participation à la bataille de Montechiarugolo et à l'événement de l'arbre de la liberté, Napoléon suggéra aux différents députés cispadans (Reggio, Modène, Bologne et Ferrare) de réunir leur premier congrès — qui devait avoir lieu le 27 décembre 1796 — à Reggio.
Les différentes villes précitées voulurent organiser l'assemblée en leur sein et la proposition française ne fut pas reçue sans quelques polémiques. Le congrès du 27 décembre eut lieu dans le salon conçu par Bolognini et qui devait recevoir les archives de l'ancien duché. Dans cette salle, 110 délégués présidés par Carlo Facci approuvèrent la constitution de la République cispadane comprenant les territoires des villes citées plus haut,. À la suite de cette assemblée, le salon fut renommé « sala del congresso centumvirato » ou encore « sala patriottica »,.
La salle patriotique, pour l'événement, fut préparée en conséquence avec des attributs représentant les victoires napoléoniennes en Italie,. Parmi ces représentations figura la victoire de Montechiarugolo présentée comme « [...] prise des Régiens du Monte Chierugolo aux Allemands [...] ». La description des décorations de la voute du salon montre « [...] l'apparition de la déesse de la raison, et un putto qui inscrit sur le marbre: Constitution; aussi, le génie de l'enthousiasme, qui porte sur un bandeau la promesse sacrée de la liberté, ou de mort [...] ».
Au cours d'une autre session, le 30 décembre 1796, le congrès approuva une mention qui stipule que:
« [...] Bologna, Ferrara, Modena e Reggio costituiscono una Repubblica una e indivisibile per tutti i rapporti, dimodoché le quattro popolazioni non formino che un popolo solo, una sola famiglia, per tutti gli effetti, tanto passati, quanto futuri, niuno eccettuato [...] »
« [...] Bologne, Ferrare, Modène et Reggio constituent une République unie et indivisible sous tous les rapports, tant et si bien que les quatre populations ne forment plus qu'un seul peuple, une seule famille, à toute fins, dans le passé et dans le futur, sans exception aucune [...] »
— Compte-rendu de la réunion du 30 décembre 1797 du congrès de la République Cispadane

#### L'adoption du drapeau tricolore

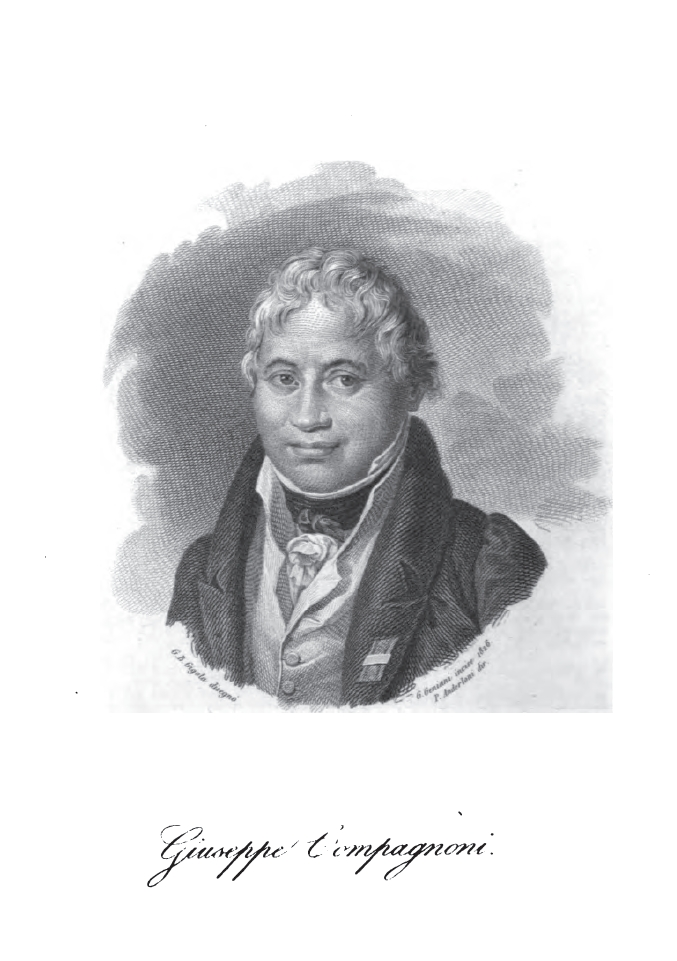
Giuseppe Compagnoni, le père du tricolore.

Dans les assemblées successives, toujours tenues dans la « sala del congresso centumvirato », de nombreuses décisions furent prises et parmi elles le choix de l'emblème de la nouvelle république. Lors de la XIVe session, le 7 janvier 1797, Giuseppe Compagnoni — connu depuis comme le « père du tricolore » — fit la proposition d'un drapeau national vert, blanc et rouge,,,. Le décret d'adoption proclame,,:
« [...] Dal verbale della Sessione XIV del Congresso Cispadano: Reggio Emilia, 7 gennaio 1797, ore 11. Sala Patriottica. Gli intervenuti sono 100, deputati delle popolazioni di Bologna, Ferrara, Modena e Reggio Emilia. Giuseppe Compagnoni di Lugo fa mozione che si renda Universale lo Stendardo o Bandiera Cispadana di tre colori, Verde, Bianco e Rosso e che questi tre colori si usino anche nella Coccarda Cispadana, la quale debba portarsi da tutti. Vien decretato. [...] »
« [...] Du procès-verbal de la Session XIV du Congrès cispadan : Reggio d'Émilie, 7 janvier 1797 à 11h. Sala Patriottica. Les intervenants, au nombre de cent, députés de Bologne, Ferrare, Modène et Reggio d'Émilie. Giuseppe Compagnoni de Lugo déclare qu’est décrété universel l’usage de l’étendard ou du drapeau cispadan de trois couleurs, vert, blanc et rouge et que ces dernière seront utilisées par la même occasion sur les cocardes cispadanes, qui doivent être portées par tous. [...] »
— Compte-rendu de la réunion du 7 janvier 1797 du congrès de la République cispadane.
L'adoption de la bannière tricolore fut prise sous une pluie d'applaudissement par les députés. Pour la première fois depuis plusieurs siècles, des cités autrefois ennemies s'identifièrent comme un seul peuple avec un symbole commun : le drapeau tricolore.
Lors des précédentes sessions, les débats autour du drapeau ont vu de nombreuses positions s'afficher : au lieu du vert, les jacobins italiens préférèrent le bleu du drapeau français alors que les membres fidèles à la papauté privilégièrent le jaune du drapeau des États pontificaux. Sur le blanc et le rouge il n'y eut aucun débat. Le vert fut choisi en définitive comme une solution de compromis. Ce choix du vert fut probablement inspiré par le drapeau militaire de la légion lombarde.
Les caractéristiques du drapeau ne furent pas précisées lors de cette session comme par exemple la tonalité et la proportion des couleurs ou encore la place de chacune sur l'étendard. Sur le compte-rendu de la réunion tenue le 7 janvier 1797, nous pouvons lire,:
« [...] Sempre Compagnoni fa mozione che lo stemma della Repubblica sia innalzato in tutti quei luoghi nei quali è solito che si tenga lo Stemma della Sovranità. [...]

[...] Fa pure mozione che si renda Universale lo Stendardo o Bandiera Cispadana di tre colori, Verde, Bianco e Rosso e che questi tre colori si usino anche nella Coccarda Cispadana, la quale debba portarsi da tutti. [...]
[...] Dietro ad altra mozione di Compagnoni dopo qualche discussione, si decreta che l'Era della Repubblica Cispadana incominci dal primo giorno di gennaio del corrente anno 1797, e che questo si chiami Anno I della Repubblica Cispadana da segnarsi in tutti gli atti pubblici, aggiungendo, se si vuole, l'anno dell'Era volgare. Vien decretato. [...] »
« [...]Compagnoni indique que l'emblème de la République se tiendra sur tous les lieux où se trouvent l'Emblème de la Souveraineté. [...]

[...] Il est fait mention que l'étendard ou le drapeau cispadan des trois couleurs vert, blanc et rouge devient universel et que ces couleurs sont aussi utilisées pour la cocarde cispadane que tout le monde doit porter. [...]

[...] « Est déclaré ». Après une autre motion de Compagnoni et à la suite de quelque discussion, il est décrété que l'Ère de la République cispadane commence au premier jour du mois de janvier de l'année 1797, et que cette dernière s'appellera « Année I de la République » et qu'elle doit être présente dans tous les actes publics, avec l'ajout, si souhaité, de l'année de l'ère commune. [...] »
— Compte-rendu de la réunion du 7 janvier 1797 du congrès de la République cispadane.

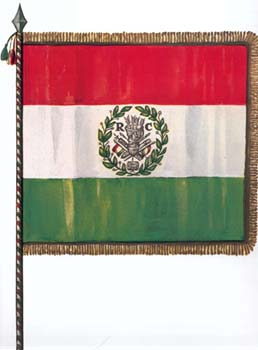
Drapeau de la République cispadane.

Pour la première fois le tricolore devint officiellement le drapeau national d'un État souverain, se libérant d'une signification militaire et civile locale : avec cette adoption, le drapeau italien assume toutefois une importante valeur politique,. À la suite de cet événement, la « sala del congresso centumvirato » de Reggio est rebaptisée « Sala del Tricolore ».
Le drapeau utilisée par la République Cispadane se présenta avec un tiercé en fasce avec le rouge en haut, au centre l'emblème de la république avec à ses côtés les lettres « R » et « C », autrement dit les initiales de la nouvelle entité,. Le sceau de la République contenait un carquois avec quatre flèches qui symbolisèrent les quatre cités du congrès cispadan.

### Le premier centenaire du tricolore

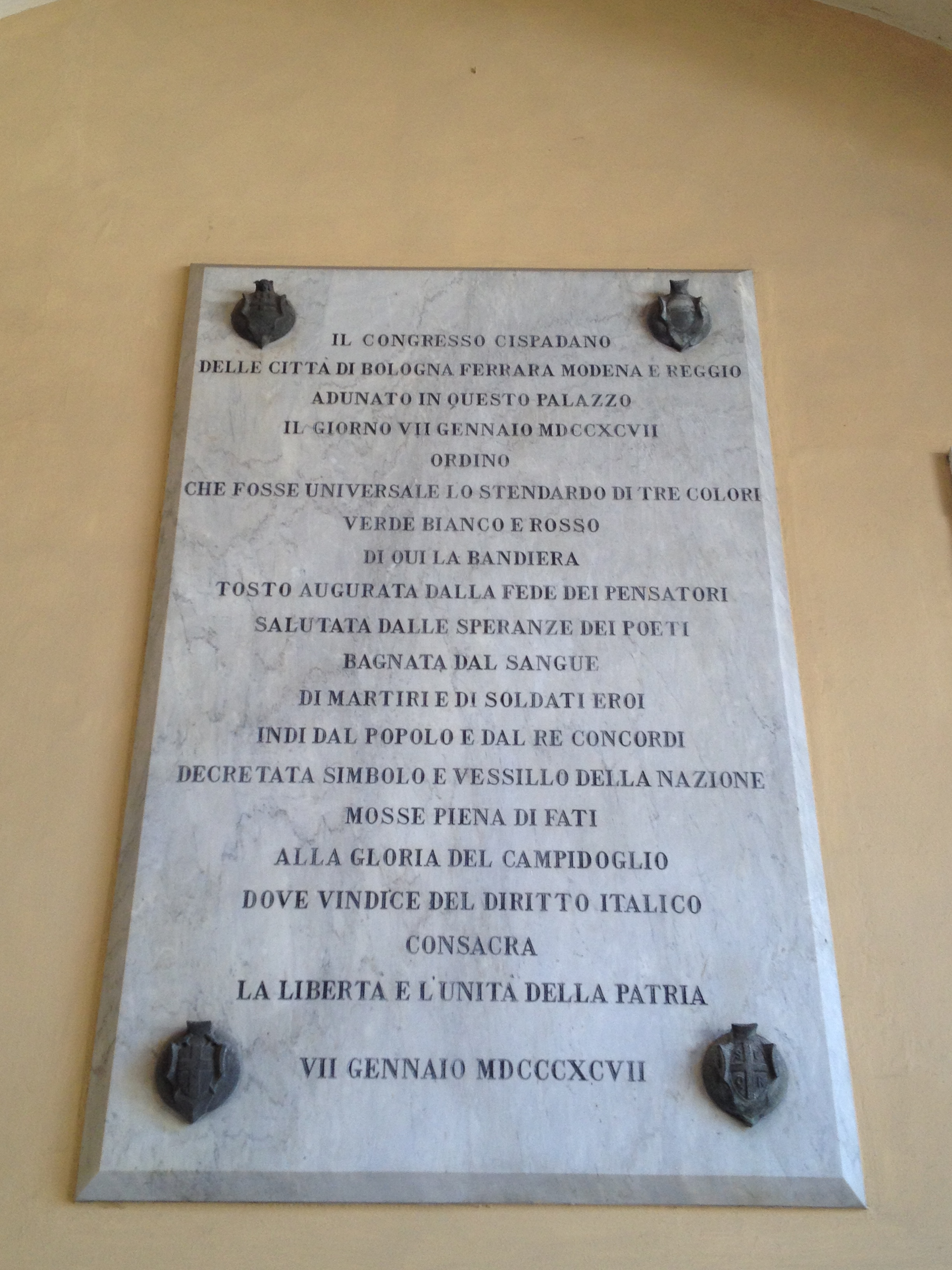
Plaque commémorative présente dans l'atrium du conseil municipal de Reggio d'Émilie posée pour le centenaire de la création du drapeau.

En 1897, le drapeau italien fêta son centenaire. La célébration fut très suivie par la population tant et si bien que l'Italie fut envahie de tricolores; la manifestation la plus importante eut lieu à Reggio d'Émilie, la ville où naquit le drapeau un siècle auparavant. Dans l'entrée de l'hôtel de ville de Reggio d'Émilie fut apposée une plaque commémorative, avec l'inscription suivante de Naborre Campanini:
« IL CONGRESSO CISPADANO
DELLE CITTÀ DI BOLOGNA FERRARA MODENA E REGGIO
ADUNATO IN QUESTO PALAZZO
IL GIORNO VII GENNAIO MDCCXCVII
ORDINÒ
CHE FOSSE UNIVERSALE LO STENDARDO DI TRE COLORI
VERDE BIANCO E ROSSO
DI QUI LA BANDIERA
TOSTO AUGURATA DALLA FEDE DEI PENSATORI
SALUTATA DALLE SPERANZE DEI POETI
BAGNATA DAL SANGUE
DI MARTIRI E DI SOLDATI EROI
INDI DAL POPOLO E DAL RE CONCORDI
DECRETATA SIMBOLO E VESSILLO DELLA NAZIONE
MOSSE PIENA DI FATTI
ALLA GLORIA DEL CAMPIDOGLIO
DOVE VINDICE DEL DIRITTO ITALICO
CONSACRA
LA LIBERTÀ E L'UNITÀ DELLA PATRIA
VII GENNAIO MDCCCXCVII »
« LE CONGRÈS CISPADAN
DES VILLES DE BOLOGNE FERRARE MODENE ET REGGIO
JOINTES EN CE PALAIS
LE VII JANVIER MDCCXCVII
ORDONNA
QUE L'ÉTENDARD TRICOLORE VERT BLANC ET ROUGE
DEVIENNE UNIVERSEL
DE LÀ LE DRAPEAU
TÔT CÉLÉBRÉ PAR LA FOI DES PENSEURS
SALUÉ PAR LES ESPOIRS DES POÈTES
BAIGNÉ DANS LE SANG
DES MARTYRS ET DES SOLDATS HÉROÏQUES
TANTÔT PAR LE PEUPLE ET PAR LE ROI UNIS
DÉCRÉTÉ SYMBOLE ET DRAPEAU DE LA NATION
SE MEUT PLEINE D'HISTOIRES
VERS LA GLOIRE DU CAPITOLE
OÙ IL MONTRE LA LOI ITALIENNE
CONSACRANT
LA LIBERTÉ ET L'UNITÉ DE LA PATRIE

VII JANVIER MDCCCXCVII »
Lors de l'anniversaire dans la cité émilienne, Giosuè Carducci définit le drapeau comme « béni » et l'embrassa à la fin du discours qu'il tint ce jour-là pour mettre en évidence le rôle du drapeau dans l'Histoire de l'Italie,,,,:
« Popolo di Reggio, Cittadini d'Italia!
Ciò che noi facciamo ora, ciò che da cotesta lapide si commemora, è più che una festa, è più che un fatto. Noi celebriamo, o fratelli, il natale della Patria.
Se la patria fosse anche a noi quello che era ai magnanimi antichi, cioè la suprema religione del cuore, dell'intelletto, della volontà, qui, come nella solennità di Atene e di Olimpia, qui, come nelle ferie laziali, starebbe, vampeggiante di purissimo fuoco, l'altare della patria; e un Pindaro nuovo vi condurrebbe intorno i candidi cori dei giovani e delle fanciulle cantanti le origini, e davanti sorgerebbe un altro Erodoto leggendo al popolo ragunato le istorie, e il feciale chiamerebbe a gran voce i nomi delle città sorelle e giurate. Chiamerebbe te, o umbra ed etrusca Bologna, madre del diritto; e te Modena romana, madre della storia; e te epica Ferrara, ultima nata di connubii veneti e celti e longobardi su la mitica riviera del Po. E alle venienti aprirebbe le braccia Reggio animosa e leggiadra, questa figlia del console M. Emilio Lepido e madre a Ludovico Ariosto, tutta lieta della sua lode moderna; che "città animatrice d'Italia" la salutò Ugo Foscolo, e dal seno di lei cantava il poeta della Mascheroniana - La favilla scoppiò donne primiero Di nostra libertà corse il baleno. Ma i tempi sono oggimai sconsolati di bellezza e d'idealità; direbbesi che manchi nelle generazioni crescenti la coscienza, da poi che troppo i reggitori hanno mostrato di non curare la nazionale educazione. I volghi affollantisi intorno ai baccani e agli scandali, dirò così, officiali, dimenticano, anzi ignorano, i giorni delle glorie; nomi e fatti dimenticano della grande istoria recente, mercé dei quali essi divennero, o dovevano divenire, un popolo; ignora il popolo e trascura, e solo se ne ricordano per loro interesse i partiti. Tanto più siano grazie a te, o nobile Reggio, che nell'oblio d'Italia commemori come nella sala di questo palazzo di città, or son cent'anni, il 7 gennaio del 1797, fu decretato nazionale lo stendardo dei tre colori. Risuonano ancora nell'austerità della storia a vostro onore, o cittadini, le parole che di poi due giorni il Congresso Cispadano mandava da queste mura al popolo di Reggio: "Il vostro zelo per la causa della libertà fu eguale al vostro amore per il buon ordine. Sapranno i popoli di Modena di Ferrara di Bologna qual sia il popolo di Reggio, giusto, energico, generoso; e si animeranno ad emularvi nella carriera della gloria e della virtù. L'epoca della nostra Repubblica ebbe il principio fra queste mura; e quest'epoca luminosa sarà uno de'più bei momenti della città di Reggio".
Il presidente del Congresso Cispadano dicea vero. L'assemblea costituente delle quattro città segnò il primo passo da un confuso vagheggiamento di confederazioni al proposito dell'unità statuale, che fu il nocciolo dell'unità nazionale. Quelle città che fin allora s'erano riscontrate solo su' campi di battaglia con la spada calante a ferire, con l'ira scoppiante a maledire; che fino in una dissonanza d'accento tra' fraterni dialetti cercavano la barriera immortale della divisione e dell'odio; che fino inventarono un modo nuovo di poesia per oltraggiarsi; quelle città si erano pur una volta trovate a gittarsi l'una nelle braccia dell'altra, acclamando la repubblica una e indivisibile quale spirito di Dio scese dunque in cotesta sala a illuminare le menti, a rivelare tutta insieme la visione del passato e dell'avvenire, Roma che fu la grande, Italia che sarà la buona? Certo l'antico ed eterno spirito di nostra gente, che dalla fusione confluito delle varie italiche stirpi fu accolto e dato in custodia della Vesta romana dal cuore di Gracco e dal genio di Cesare, ora commosso dall'aura de' tempi nuovi scendeva in fiamme d'amore su i capi dei deputati cispadani, e di essi usciti di recente dalle anticamere e dalle segreterie de' legati e dei duchi faceva uomini pratici del reggimento libero, cittadini osservanti del giusto e dell'equo, legislatori prudenti per il presente, divinatori dell'avvenire.
E già a Roma, a Roma, si come a termine fisso del movimento iniziato , era volata nei discorsi e nei canti la fantasia patriottica; ma il senno ed il cuore mirò da presso il nemico eterno nel falso impero romano germanico, instrumento d'informe dispotismo alle mani di casa d'Austria; sicché prima a quei giorni risuonò in Reggio la non mai fin allora cantata in Italia reminiscenza della lega lombarda e di Legnano; sicché impaziente ormai d'opere la gioventù affrettò in Montechiarugolo le prove d'una vendetta di Gavinana. Per ciò tutto, Reggio fu degna che da queste mura si elevasse e prima sventolasse in questa piazza, segnacolo dell'unico stato e dell'innovata libertà, la bella la pura la santa bandiera dei tre colori.
Sii benedetta! Benedetta nell'immacolata origine, benedetta nelle via di prove e di sventure per cui immacolata ancora procedesti, benedetta nella battaglia e nella vittoria, ora e sempre, nei secoli! Non rampare di aquile e leoni, non sormontare di belve rapaci, nel santo vessillo; ma i colori della nostra primavera e del nostro paese, dal Cenisio all'Etna; le nevi delle Alpi, l'aprile delle valli, le fiamme dei vulcani. E subito quei colori parlarono alle anime generose e gentili, con le ispirazioni e gli effetti delle virtù onde la patria sta e sì augusta; il bianco, la fede serena alle idee che fanno divina l'anima nella costanza dei savi; il verde, la perpetua rifioritura della speranza a frutto di bene nella gioventù de' poeti; il rosso, la passione ed il sangue dei martiri e degli eroi.
Noi che l'adorammo ascendente in Campidoglio, noi negli anni della fanciullezza avevamo imparato ad amarla ed aspettarla dai grandi cuori degli avi e dei padri che ci narravano le cose oscure ed alte preparate, tentate, patite, su le quali tu splendevi in idea, più che speranza, più che promessa, come un'aureola di cielo a' morienti e a' morituri, o santo tricolore. E quando tu in effetto ricomparisti a balenare su la tempesta del portentoso Quarantotto i nostri cuori alla tua vista balzarono di vita novella; ti riconoscemmo, eri l'iride mandata da Dio a segnare la sua pace co'l popolo che discendeva da Roma, a segnare la fine del lungo obbrobrio e del triste servaggio d'Italia. Ora la generazione che sta per isparire dal combattuto e trionfato campo del Risorgimento, la generazione che fece l'Unità, te, o sacro segno di gloria, o bandiera di Mazzini di Garibaldi di Vittorio Emanuele, te commette alla generazione che l'unità deve compiere, che deve coronare d'idee e di forza la patria risorta.
O giovani, contemplaste mai con la visione dell'anima questa bandiera, quando ella dal Campidoglio riguarda i colli e il piano fatale onde Roma discese e lanciossi alla vittoria e all'incivilimento del mondo? O quando dalle antenne di San Marco spazia su'l mare che fu nostro e par che spii nell'oriente i regni della commerciante e guerreggiante Venezia? O quando dal Palazzo de' Priori saluta i clivi a cui Dante saliva poetando, da cui Michelangelo scendeva creando, su cui Galileo sancì la conquista dei cieli? Se una favilla vi resti ancora nel sangue dei vostri padri del Quarantotto e del Sessanta, non vi pare che su i monumenti della gloria vetusta questo vessillo della patria esulti più bello e diffonda più lieto i colori della sua gioventù? Si direbbe che gli spiriti antichi raccoltigli intorno lo empiano ed inanimino dei loro sospiri, rallegrando ne' suoi colori e ritemperando in nuovi sensi di vita e di speranza l'austerità della morte e la maestà delle memorie. O giovani, l'Italia non può e non vuole essere l'impero di Roma, se bene l'età della violenza non è finita pe' validi; oh quale orgoglio umano oserebbe mirare tant'alto? Ma né anche ha da essere la nazione cortigiana del rinascimento, alla mercé di tutti; quale viltà comporterebbe di dar sollazzo delle nostre ciance agli stranieri per ricambio di battiture e di stragi? Se l'Italia avesse a durar tuttavia come un museo o un conservatorio di musica o una villeggiatura per l'Europa oziosa, o al più aspirasse a divenire un mercato dove i fortunati vendessero dieci ciò che hanno arraffato per tre; oh per Dio non importava far le cinque giornate e ripigliare a baionetta in canna sette volte la vetta di San Martino, e meglio era non turbare la sacra quiete delle ruine di Roma con la tromba di Garibaldi sul Gianicolo o con la cannonata del re a Porta Pia. L'Italia è risorta nel mondo per sé e per il mondo, ella, per vivere, deve avere idee e forze sue, deve esplicare un officio suo civile ed umano, un'espansione morale e politica. Tornate, o giovani, alla scienza e alla coscienza de' padri, e riponetevi in cuore quello che fu il sentimento il voto il proposito di quei vecchi grandi che han fatto la patria; l'Italia avanti tutto! L'Italia sopra tutto!. »
— Giosuè Carducci, Reggio nell'Emilia, 7 gennaio 1897
        
« Peuple de Reggio, Citoyens d'Italie!
Ce que nous faisons aujourd'hui, ce que cette plaque symbolise, représente bien plus qu'un événement. Nous célébrons, ô frères, la naissance de la Patrie.
Si la patrie constituait pour nous la même chose que pour les anciens, c'est-à-dire la religion du cœur, de l'intellect, de la volonté, ici, comme dans la solennité d'Athènes et d'Olympie, ici, comme dans les fêtes du Latium, seraient, flamboyant d'un feu pur, l'autel de la patrie; et un nouveau Pindare vous conduirait les chœurs des jeunes gens et des dames chantant les origines, et un nouvel Hérodote surgirait en lisant au peuple uni les Histoires, et le collège des fétiaux appellerait à voix haute les noms des cités sœurs et jurés. Il t'appellerait, ô ombrienne et étrusque Bologne, mère du droit; et toi la Modène romaine, mère de l'histoire: et toi épique Ferrare, dernière née du mariage entre les Vénètes, les Lombards et les Celtes sur le mythique fleuve du Pô. Reggio, fière et gracieuse, fille de Marcus Æmilius Lepidus ouvrira les bras aux nouveaux venus. Mère de L'Arioste, entraînée par son époque, le « moteur de l'Italie » comme m'a salué Ugo Foscolo; et de son sein chanta le poète de la Mascheroniana — L'étincelle frappa d'abord les femmes immaculées / Notre liberté a couru comme un éclair. Mais les temps sont désormais désolés de la beauté et de l'idéalité; je dirais qu'il manque dans les générations actuelles la conscience depuis que les dirigeants ne se soucient que trop peu de l'éducation de la nation. La plèbe ne se réunissant autour de manifestations et de scandales, oublie, mais aussi ignore, les jours de gloire; les noms et les événements de l'histoire récente, grâce auquel il est devenu ou aurait pu devenir un peuple; il ignore le peuple et ne s'en souvienne seulement pour leur intérêt. Nous te sommes d'autant plus reconnaissants, ô noble Reggio, que dans l'oubli de l'Italie nous commémorons comment dans la salle de ce palais, il y a cent ans, le 7 janvier 1797, le tricolore fut décrété national. Les paroles envoyées au peuple de Reggio deux jours après par le congrès résonnent encore dans l'austérité de l'histoire: « Votre zèle pour la cause de la liberté n'a que d'égale votre amour pour l'ordre. Les habitants de Modène, de Ferrare, de Bologne sauront être aussi juste, énergique et généreux que vous; et ils seront amenés à vous imiter dans la gloire et la vertu. L'époque de notre République a commencé entre ces murs; et cette époque lumineuse sera une des plus belles de notre cité. »
Le président du Congrès cispadan disait vrai. L'assemblée constituante des quatre cités signa le premier pas vers un voyage mouvementé de confédérations à propos de l'unité politique, qui fut le noyau de l'unité nationale. Ces villes qui jusqu'alors ne se rencontraient seulement sur les champs de bataille avec l'épée au clair prête à blesser, avec une colère prompte à maudire; qui cherchent jusqu'à une différence infime entre des dialectes frères pour établir des barrières immortelles pour alimenter une haine réciproque; qui jusqu'à un certain point inventèrent des formes de poésies pour le but unique d'outrager ses rivaux; ces villes se sont néanmoins trouvées et se sont prises dans les bras pour former une République une et indivisible où la lumière de Dieu illumina les esprits pour révéler la vision du passé et de l'avenir, Rome qui fut grande, l'Italie qui sera bonne? Certes, l'antique et éternel esprit de notre peuple, fruit de la fusion des peuples italiques et accueilli sous la protection de Vesta, dans le cœur des Gracques et sous la direction du génie de César, alors ému par l'aura des temps nouveaux descendus dans les esprits des députés cispadans qui, pour certains, venaient de sortir des services des duchés et des antichambres des légats tout en étant des hommes agissant pour la liberté, des citoyens observant la justice et l'équité, des législateurs prudents pour le présent mais aussi pour le futur.
Et déjà à Rome, à Rome, comme si le cycle arrivait à son terme, l'allégresse patriotique volait dans les discours et les chants. Mais la raison et le cœur visa l'ennemi éternel dans le faux empire romain germanique, instrument difforme et despotique dans les mains de la maison d'Autriche; tant et si bien que résonnèrent à Reggio les réminiscences de la ligue lombarde et de la bataille de Legnano; désormais impatient d'agir, la jeunesse se hâta vers Montechiarugolo les preuves d'une vengeance de Gavinana. Pour tout cela, Reggio fut digne de voir s'élever pour la première fois dans ses murs le beau et pur étendard tricolore, symbole de l'unité et de la liberté.
Soyez benis! Benis dans l'immaculée origine, bénis dans les épreuves de bonheur et de malheur que vous traversez, béni dans la bataille et dans la victoire, maintenant et pour toujours, à travers les siècles! Ne pas hisser des aigles ou des lions et des bêtes de proies sur ce saint étendard. Nos couleurs seront celui de notre printemps et de notre pays, du col de Moncenisio à l'Etna; les neiges des Alpes, l'avril des vallées, les flammes des volcans. Et soudain ces couleurs parlèrent aux âmes des italiens, et elles inspirèrent et inondèrent la patrie de leurs vertus; le blanc, la foi dans les idéaux des âmes dans la constances de la raison; le vert, la perpétuelle renaissance des espérances dans la jeunesse des poètes; le rouge, couleur de la passion et le sang des martyrs et des héros.
Nous qui l'adorons regarder monter au sommet du Capitole, nous qui dans notre enfance avons appris à l'aimer et à l'attendre de tout cœur de la part de nos aieuls et de nos pères qui nous racontaient des choses obscures sur les tentatives, les douleurs et les défaites dans lesquelles tu resplendissais dans les idéaux en représentant plus qu'un espoir, plus qu'une promesse, comme un trait de lumière dans le ciel pour ceux qui sont en train de mourir ou condamnés à périr, ô saint tricolore. Et quand, enfin, tu as réapparu dans la tempête exceptionnelle de quarante-huit nos cœurs se chamboulèrent à ta vue et à ta nouvelle vie. Nous te reconnaissions, tu étais le signe envoyée par Dieu pour apporter sa paix avec le peuple descendant de Rome, à apporter la fin de l'opprobre et de la servitude qui toucha l'Italie pendant si longtemps. Maintenant la génération qui doit apparaître du combat et de la victoire du Risorgimento, la génération qui a fait l'Unité, toi, ô signe de gloire sacré, ô drapeau de Mazzini, de Garibaldi et de Victor-Emmanuel, doit s'accomplir avec la génération qui doit remplir de sens l'unité en en couronnant d'idéaux et d'une force nouvelle la jeune patrie.

Ô jeunesse, avez-vous déjà envisagé cet étendard avec votre âme, quand elle regardait du haut du Capitole les cols et la plaine d'où Rome s'élança à la conquête du monde? Ou quand, depuis les mâts de Saint-Marc, elle se déplaça dans la mer qui fut nôtre à la conquête de l'Orient grâce à la puissante et à la guerrière Venise? Ou quand elle surmontait, du haut du Palazzo de' Priori les clivages dont Dante se débarrassa grâce à la poésie, d'où Michel-Ange descendait en créant, là où Galilée valida la conquête du ciel? Si une braise luit encore depuis le sang de vos pères impliqués en quarante-huit et en soixante, les reliefs de notre drapeau ne vous paraissent-elles plus resplendissantes lorsqu'elles flottent sur nos monuments en y diffusant les couleurs de sa jeunesse? Il semblerait que les esprits antiques se rassemblant autour pour le remplir de leurs soupirs en lui, relançant ainsi dans ses couleurs de nouvelles significations, le chargeant ainsi d'espoirs avec la mémoire du passé. Ô jeunesse, l'Italie ne peut et ne veut être de nouveau un nouvel empire romain, même si l'âge des violences n'est pas terminée. Est-ce qu'un Homme aussi orgueilleux existe dans le monde pour viser si haut? Mais nous ne voulons pas être la nation courtisane de la Renaissance à la merci de tous; quelle lâcheté y aurait-il à donner aux étrangers le plaisir de nos bavardages en échange aux guerres et aux massacres? Si l'Italie devait rester comme un musée, un conservatoire ou un lieu de villégiature pour les européens oisifs, ou sinon devenir un marché géant où les riches vendraient dix pour ce qu'ils ont fait pour trois; par Dieu, il importait peu de faire les cinq journées et de repiller les baïonnettes aux fusils sept fois lors de la bataille de San Martino, et encore aurait-il mieux fallut que Garibaldi ne donne pas l'assaut sur le Janicule ou encore que nous fassions la brèche dans la Porta Pia. L'Italie s'est faite dans le monde d'elle même et pour le monde. Pour vivre, elle doit avoir ses idées et ses propres forces, elle doit se développer sur le plan civil et humain, avoir une expansion morale et politique. Retournez, jeunes italiens, à la science et aux savoirs des aïeuls. Remettez dans vos cœurs ce que fut la volonté de ceux qui ont fait la patrie; l'Italie avant tout! L'Italie au-dessus de tout! »

### Bicentenaire
En 1996, les législateurs italiens mettent en place une fête nationale pour la célébration du drapeau qui se déroule depuis lors tous les 7 janvier depuis 1997 avec la présence des plus hautes personnalités politiques à Reggio d'Émilie.

## Description du salon

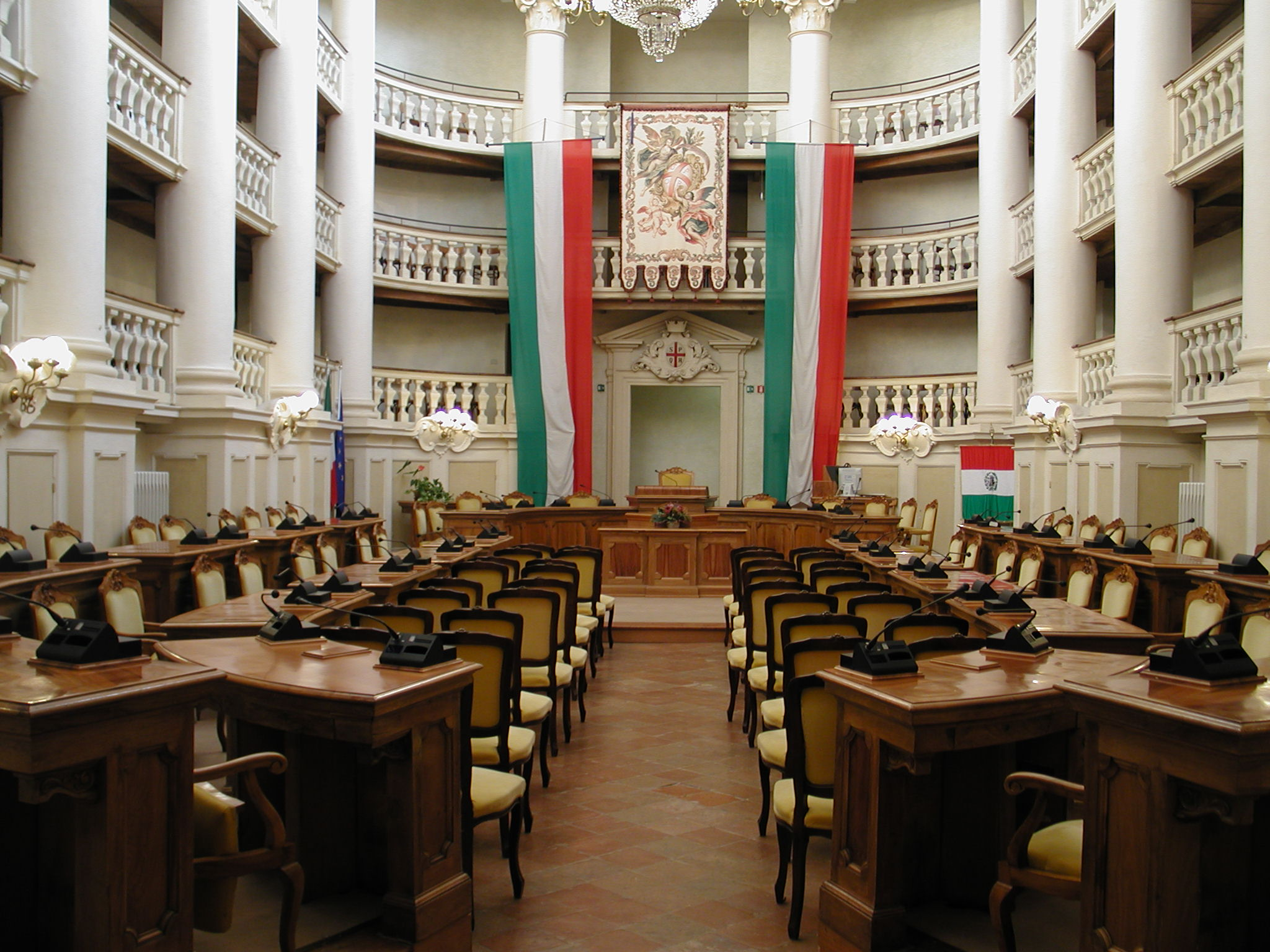
Photo prise depuis la salle du conseil municipal, permettant de voir les sièges.

La salle se présente sous une forme elliptique, ceint de trois étages de balcons. Un grand lustre est présent dans la salle qui met en évidence un style architectural néoclassique. Ce dernier est caractérisé par des colonnes d'ordre corinthien.
Le salon a la fonction de salle des conseils de la ville de Reggio d'Émilie ; elle est donc utilisée pour les réunions du conseil municipal de la ville. La salle conserve en son sein le gonfalone de la ville de Reggio.
La salle accueille aussi des manifestations culturelles, des conférences, des mariages et la commémoration de l'anniversaire de la naissance du drapeau national italien, qui a lieu tous les 7 janvier lors de la Festa del Tricolore, en présence des plus hautes personnalités de la République.

## Note
1. ↑  Parmi d'autres, Alberto Mario Banti, se range aussi dans cette vision risorgimentale. Banti considérant les années 1796-1799 comme le « moment où se posent les fondements des principes et des idéaux qui animeront l'idée risorgimentale » (Il Risorgimento italiano, Roma-Bari, Editori Laterza, 2004, p. XI.  (ISBN 978-88-420-8574-4)
2. ↑  Une étymologie populaire associa l'étymologie du nom « peuplier » au peuple; cette espèce était communément appelé « arbre du peuple ». Cf. (it) Paola Lanzara et Mariella Pezzetti, Alberi, Milan, Mondadori, 1977
3. ↑  « Salle du congrès centumvirat » ou « salle patriotique ».
4. ↑  (it) [...] preparata con addobbi e trofei allusivi alla gran causa [...]